# Сату Мик (Сату Маре)
Сату Мик (рум.  — „Мало Село”) насеље је у Румунији у округу Сату Маре у општини Краидоролц. Oпштина се налази на надморској висини од 127 m.

## Становништво
Према подацима из 2002. године у насељу је живело 223 становника.

### Попис2002.
| Расподела становништва по националности 2002.‍ | Расподела становништва по националности 2002.‍ | Расподела становништва по националности 2002.‍ | Расподела становништва по националности 2002.‍ | Расподела становништва по националности 2002.‍ |
| --------------------------------------------- | --------------------------------------------- | --------------------------------------------- | --------------------------------------------- | --------------------------------------------- |
|                                               |                                               |                                               |                                               |                                               |
| Румуни                                        | Румуни                                        |                                               | 171                                           | 78,1%                                         |
| Роми                                          | Роми                                          |                                               | 37                                            | 16,9%                                         |
| Украјинци                                     | Украјинци                                     |                                               | 11                                            | 5,0%                                          |